# Ленґово (Ілавський повіт)
Ленґово (пол. Łęgowo, нім. Langenau) — село в Польщі, у гміні Кіселиці Ілавського повіту Вармінсько-Мазурського воєводства.
Населення — 574 особи (2011).
У 1975-1998 роках село належало до Ельблонзького воєводства.

## Демографія
Демографічна структура станом на 31 березня 2011 року:
|          | Загалом | Допрацездатний вік | Працездатний вік | Постпрацездатний вік |
| -------- | ------- | ------------------ | ---------------- | -------------------- |
| Чоловіки | 288     | 59                 | 198              | 31                   |
| Жінки    | 286     | 53                 | 166              | 67                   |
| Разом    | 574     | 112                | 364              | 98                   |